# ダムの代替案
ダムの代替案（ダムのだいたいあん）では、ダム建設への代替案に対する内容を詳述する。
ダム建設に対して、リスク&ベネフィットやコストパフォーマンスを勘案し、ダムに代わり得る治水・利水案が事業者・反対派から提示されることがある。以下はその代表的な例である。

## 緑のダム
森林の持つ保水機能・水源涵養機能を十分に発揮することにより、ダムと同等の機能を備えることができるという意見がある。「緑のダム」と呼ばれるものがこれに当たり、ダム反対派が推奨している。
森林の有用性とは降雨を土壌に浸透させて水を蓄え、過剰な土砂の流失を防止して洪水調節をすると共に水分を涵養することで水源としての役割を果たす。実際一日の降水量が50mm以下の通常の降雨量であれば、その効力は最大限に発揮される。然し土壌が非浸透性の土質である場合や、一日100mmを超えるような豪雨の場合だと土壌中水分が飽和状態となり、地表を流下する。また、降雨初期の水分は浸透させることが可能だが、降り続くと同様に土壌中の水分が飽和状態となって地表を雨水が流下する。いわゆる「地盤が緩む」状態となる。従って梅雨末期の豪雨や台風時の大雨では洪水調節機能を発揮できないばかりか、がけ崩れや流倒木被害を生み出す恐れがある。1953年（昭和28年）の紀州大水害では流倒木によって日高川の橋梁のほぼ全てが流失する等被害は甚大であった。この流倒木に対しダムは堤体でブロックし下流への被害を抑える効果があり、二風谷ダム（沙流川）や下筌ダム（津江川）等でそれは証明されている。
一方渇水期においては森林の保水力が逆に仇になる。樹木からの水分蒸散促進に伴い土壌中の水分も浸透が促進される。従って適度な水量が河川に流入しなくなり、結果として河川の正常な流量維持が図られなくなる。ダムは貯水している水を定量放流することによって（河川維持用水）下流の水量を維持する。だが、極端な水不足に陥った場合は現状として有効な手立てはなく、新規利水によって水資源を確保する他ないのが現在の状況である。
日本は国土の約70％が森林であり、北欧に匹敵する。だがこれ以上森林面積を拡大することは事実上不可能であり、森林整備に頼る他はない。だが森林整備も過疎化に伴い整備するだけの人員が絶対的に不足しており、長野県のように公共事業が減った建設業者を救済するための森林整備策等限定的なものでしかない。
近年では宮崎県が60年の長期計画で森林の整備を行い治水に役立てたり、国土交通省も「緑のダム」に関する検討を諮問機関に行わせる等、行政も少しずつ動き始めている｡
現状では有効性に関する確固たるエビデンスが未知数であるため「緑のダム」に治水・利水を一任するのは難しいとも言われ、一方で今日ではダムのみの整備だけでも困難とされ、寧ろ森林事業とダム等河川総合整備と河川流域整備の連携が求められている。連携なしには本来の機能を果たせない事は、戦後森林不足により招いた洪水の多発が物語っている。

## ダム代替案の具体例（足羽川ダムの例）
ダム建設の是非を論じる場合、最も重要となるのは流域の利益に適うかどうかであり、観念的な感情論は排さなければならない事は言うまでもない。生活基盤の維持・流域自然の維持等といった流域の利益に叶わなければダム以外による治水案を考慮しなければならない。だが、単に脱ダムだけのためにダム以外の河川整備を進めることは、却って流域の利益に反する可能性もある。故に、客観的にダム案と代替案を比較し、最小限の犠牲で最大限の効果を発揮する案を採用することが求められる。だが、始めにダムありき・ダム反対ありきの対立状況が部外者によって攪拌されている現状では、流域主体の冷静な意見交換が出来にくい状況にある。こうした中、福井県の九頭竜川水系日野川右支足羽川に計画中の足羽川ダムについては、事業主体である国土交通省近畿地方整備局が福井市等の流域市町村に対し1999年（平成11年）に、ダム案と非ダム案を提示して意見を求めている。内容は旧ダム案・堤防嵩上げ案・堤防拡幅案・川底掘削案・遊水池案・放水路案・地下ダム案、そしてダム地点変更案の8案である。条件として、旧足羽川ダムと同様の洪水調節機能を有し、かつ移転世帯数や農地・道路・鉄道への影響が最小限であり、建設費が最小で抑制できることを必須事項として8案は検討された。尚、この代替案検討は1999年のことであり、福井豪雨は当然想定されていない。

### 旧ダム案
1967年（昭和42年）に福井県が計画した足羽川ダムの原案。足羽川本川に建設が計画され、後に建設省（現・国土交通省）が多目的ダムとして実施計画調査を行う。重力式コンクリートダムでダムの高さは80m。水没世帯数は220戸となり反対運動が大きかった。1994年（平成6年）に建設に着手したが、公共事業再検討の波の中、建設省近畿地方建設局の諮問機関「足羽川ダム建設事業審査委員会」は、足羽川にはダムが必要だが、現行のダム建設地点では犠牲が大きすぎるため建設は認められないとの答申を1997年（平成9年）に下した。これによりダム建設は凍結された。

### 堤防嵩上げ案
旧足羽川ダムと同等の洪水調節機能を有する堤防嵩上げは、足羽川及び合流する日野川の延長17km区間において0.7m～1.8mの嵩上げを行うことが必要とされた。堤防嵩上げは堤防全体を盛り土して補強するため、堤防沿いの家屋移転と橋梁の架け替えが不可欠となる。この案では堤防沿いの370戸の移転、足羽川・日野川の7橋梁の架け替えとそれに伴う付け替え道路建設等で更に300戸が移転を余儀なくされ、計670戸の移転が必要となる。この他樋門・水門の改築も必要となる。

### 堤防（川幅）拡幅案
堤防間の川幅を拡幅することで流量をより多く処理することができる。足羽川で35m、日野川で15m拡幅し9.6kmに亘って拡幅することで旧足羽川ダムと同等の洪水調節が可能になる。この場合、堤防嵩上げ案より更に堤防沿いの家屋移転が必要となる。結果、堤防沿いでビルを含む530戸の移転、足羽川・日野川で6橋梁の架け替えとそれに伴う付け替え道路建設等で更に110戸が移転。計640戸の移転が必要となる。

### 川底掘削案
旧足羽川ダムと同等の洪水調節機能を保持するためには、足羽川・日野川・九頭竜川で9.6km以上に亘り4mの掘削・浚渫が必要となる。この案では移転世帯がないものの、7橋梁の架け替えと掘削区間の護岸補強工事が必須となる。更に、川底掘削により海水が逆流して塩水が遡上し塩害を惹起するため、九頭竜川への河口堰の建設や落差工を各所で設置しなければならず、漁業・農業への影響が甚大となる。更にダムによる土砂掘削量（約84万立方メートル）の10倍に当たる約840万立方メートルの土砂を掘削するため、残土処理が問題になる。

### 遊水地案
旧足羽川ダムと同等の洪水調節機能を保持するためには、福井市より上流の広大な平地でかつ洪水が自然に流入できる地点に遊水地を建設することが必要となる。この事から適地として福井市郊外の北陸自動車道東側部分の440haの面積を確保し、3mの深さに掘って1,400万?の貯水容量を確保することでダムと同等の効果を発揮する。この案では860戸の移転が必要となり周辺集落も洪水時の被害防止のため輪中のように堤防で囲む必要がある。又遊水地内440haは用地使用制限が掛けられる。更に国道158号・県道福井今立線・福井市道等公道76路線が付替えを必要とし、北陸自動車道も補強工事を必要とする為交通障害を起こす。

### 放水路案
旧足羽川ダムと同等の洪水調節機能を保持し、かつ最小限の犠牲で済ます為には天神橋～日野川間で延長6km、川幅64mの放水路が最適とされた。これにより800?／sの流量を分流させることができる。最小限の犠牲とはいえ放水路建設によって440戸の移転が必要となる。また、JR北陸本線・越美北線・福井鉄道福武線の鉄道路線の敷設変更、国道8号・県道4路線・市道等35路線の計40路線が付け替えを必要とし、これにより130戸が更に移転を余儀なくされ計570戸の移転が必要となる。この他、日野川に洪水を放流する事から放水路より下流10.6kmの堤防整備が必要となり、それによる2次的な家屋移転や橋梁架け替えが発生する。

### 地下ダム案
旧足羽川ダムと同等の洪水調節機能を保持するためには、足羽川上流3地点に分水堰を建設し、そこから洪水を3本の地下トンネルによって放流することが必要となる。このためには足羽山麓を貫く総延長70km、直径21mのトンネル建設が必要となるが、このトンネル建設は日本トンネル建設史上最大のものとなり、高度な技術と莫大な建設費が予想される上ダムによる土砂掘削量の実に30倍に当たる2,400万立方メートルの残土が発生。処理に難渋する。

### ダム地点変更案
足羽川上流4地点と支流の部子川・割谷川・水海川にダムを建設して、旧足羽川ダムの洪水調節機能を維持しつつ水没世帯数が抑制できる地点を検索した。足羽川本川では何れの地点も水没世帯数が旧ダムの220戸を上回るか僅かに下回る程度で、却下。支流に関しても部子川以外は断層の存在や治水容量が確保できない等の理由で却下となり、部子川が有力地点となった。ここに130mの重力式コンクリートダムを建設することで旧ダムと同等の洪水調節が図られ、かつ水没世帯数が50戸と他の何れの案よりも犠牲を最小限に抑えることができた。だが部子川自体の水量では湛水が困難であるため（そのままでは洪水がダムに入らずに下流に流れてしまうため）、足羽川・水海川・割谷川・赤谷川に取水施設と導水トンネルを設けて部子川へ導水することにした。このトンネルは総延長11km、直径5～17mである。建設費はこの導水施設建設によって旧ダムより増加するが、補償費が節減できるため結果として若干増となる程度であった。これにより「部子川ダム地点」を新しい足羽川ダムとして1999年（平成11年）に再度計画し、流域自治体や諮問機関である「九頭竜川流域委員会」に具申した。

### ダム案と非ダム案のリスク&ベネフィット
以上8案の内、田中康夫長野県知事（当時）が「脱ダム宣言」の中でダムの代替として提案していた「堤防嵩上げ」や「川底掘削」が予想よりも地元住民の犠牲や自然環境の破壊を強いることが判明した。また、足羽川は福井市内を流れる事から、都市を流れる河川では堤防を整備することに伴う橋梁架け替えの実施を避けられない。だがこれは長期に亘る交通渋滞やそれに起因する交通事故の増加、騒音や大気汚染等の2次的被害を招く可能性があり、都市河川の整備は安易にできないことが想定される。このケースは他地域では該当しない可能性もあるが、留意すべき事象でもある。このように事業者が複数の代替案について細部にわたりリスク＆ベネフィットを流域関係者に具申するケースは近年増加している。今後のダム建設においては、感情論や根拠のない利権介在論などは排し、客観的に複数の案を事業者だけではなく、地元自治体や反対派も提出して相互に評価・議論することが求められている。
尚、2004年（平成16年）7月の福井豪雨で福井市を始め足羽川流域は甚大な被害を受けたが、新足羽川ダム＋堤防整備を実施していた場合、豪雨による浸水被害自体が起こらなかったという分析がなされた。また、同じ九頭竜川水系で真名川ダムが建設されている大野市を始めとした真名川流域は、足羽川流域と同じ雨量を計測していたにも拘らず浸水被害は皆無に等しかった。同じ福井県内でありながらダムの有無で被害状況が大きく変わることが証明された事から、足羽川ダムは福井市等流域自治体・住民の強い要望を受け治水専用ダムとして部子川に2006年（平成18年）建設を再開している。